# Список дипломатических и консульских представительств на Мальдивах
Это список дипломатических миссий на Мальдивах. В столице Мале находятся посольства 7 стран. У множества стран аккредитованы послы, проживающие в других столицах или крупных городах региона.

## Посольства вМале
| - Бангладеш - Китай - Индия - Япония - Пакистан - Саудовская Аравия - ОАЭ - Шри-Ланка - Великобритания |

## Почетные консульства
- Австрия
- Финляндия
- Новая Зеландия
- Швеция

## Посольства нерезиденты
| - Алжир - Австралия (Коломбо) - Австрия - Бельгия - Бутан (Дакка) - Бразилия - Бруней (Сингапур) - Канада (Коломбо) - Чили - Колумбия - Кабо-Верде (аддис абеба) - Куба (Коломбо) - Кипр - Чехия - Дания - Египет (Коломбо) - (Коломбо) - Финляндия - Франция (Коломбо) - Германия (Коломбо) - Гана - Греция - Гвинея (Тегеран) - Венгрия - Индонезия (Коломбо) - Иран (Коломбо) - Ирак - Италия (Коломбо) - Иордания (Исламабад) - КНДР - Республика Корея (Коломбо) - Косово (Эр-Рияд) - Кувейт (Коломбо) - Ливия (Исламабад) - Малайзия (Коломбо) - Мальта (Валлетта) | - Маврикий - Мексика - Монголия - Марокко - Мьянма (Коломбо) - Непал (Коломбо) - Нидерланды (Коломбо) - Новая Зеландия (Сингапур) - Нигерия (Исламабад) - Норвегия (Коломбо) - Государство Палестина (Коломбо) - Перу - Польша - Филиппины (Дакка) - Португалия (Исламабад) - Катар - Румыния - Россия (Коломбо) - Сербия - Сингапур - Словакия - ЮАР - Испания - Сьерра-Леоне (Абу Даби) - Швеция - Швейцария (Коломбо) - Сирия - Таиланд (Коломбо) - Тунис - Турция - ОАЭ (Коломбо) - Великобритания (Коломбо) - США (Коломбо) - Вьетнам - Йемен (Исламабад) |